# Maurice Clavel (triathlon)
Pour les articles homonymes, voir Clavel.
Maurice Clavel né le 3 février 1988 à Offenbourg en Allemagne est un triathlète professionnel, vainqueur sur distance Ironman et Ironman 70.3.

## Biographie
Maurice Clavel termine huitième aux championnats d'Ironman 70.3 à Mooloolaba (Australie) en 2016 et sixième en 2017 à Chattanooga (Tennessee, États-Unis).

## Palmarès
Le tableau présente les résultats les plus significatifs (podium) obtenus sur le circuit international de triathlon depuis 2015,,.
| Année | Compétition             | Pays           | Position           | Temps           |
| ----- | ----------------------- | -------------- | ------------------ | --------------- |
| 2021  | Ironman Afrique du Sud  | Afrique du Sud | Médaille d'or      | 7 h 30 min 29 s |
| 2019  | Challenge Walchsee      | Autriche       | Médaille d'or      | 3 h 50 min 38 s |
| 2018  | Ironman 70.3 Vichy      | France         | Médaille d'or      | 3 h 46 min 17 s |
| 2018  | Ironman Afrique du Sud  | Afrique du Sud | Médaille de bronze | 8 h 18 min 51 s |
| 2017  | Challenge Roth          | Allemagne      | Médaille de bronze | 8 h 4 min 53 s  |
| 2016  | Ironman 70.3 Barcelone  | Espagne        | Médaille d'argent  | 4 h 5 min 30 s  |
| 2016  | Ironman 70.3 Pays d'Aix | France         | Médaille d'argent  | 3 h 32 min 21 s |
| 2015  | Ironman 70.3 Barcelone  | Espagne        | Médaille d'argent  | 4 h 5 min 42 s  |